# Pseudonicsara raffrayi
Pseudonicsara raffrayi är en insektsart som först beskrevs av Brongniart 1897.  Pseudonicsara raffrayi ingår i släktet Pseudonicsara och familjen vårtbitare. Inga underarter finns listade i Catalogue of Life.